# Woodbridge (Tasmania)
Woodbridge – miasto w Australii, w południowej części Tasmanii.